# Peter Adolphus McIntyre
Peter Adolphus McIntyre, né le 19 juillet 1840 et mort le 16 juillet 1910, est un homme politique canadien, servit comme lieutenant-gouverneur de la province de l'Île-du-Prince-Édouard entre 1899 et 1904.